# Presidente da União de Nações Sul-Americanas
O Presidente da União de Nações Sul-Americanas é o representante máximo pro tempore da União de Nações Sul-Americanas (Unasul/Unasur). O cargo é exercido durante o período de um ano pelo chefe de Estado de um dos países membros. O cargo foi inaugurado pela presidente chilena Michelle Bachelet, que exerceu-o de 2008 a 2009. O último Presidente da Unasul foi presidente brasileiro, Jair Bolsonaro.
As atribuições do Presidente Pro Tempore são:
- Organizar, convidar os sócios e presidir as cúpulas de UNASUL;
- Apresentar ao Conselho de Ministros de Relações Exteriores o plano anual de atividades da UNASUL e a ordem do dia das reuniões, em coordenação com o Secretário-Geral;
- Representar a UNASUL em reuniões internacionais, com a aprovação do países-membros;
- Assinar declarações e acordos com terceiros, depois de aprovação das instituições dos membros da UNASUL.

## Lista
| Presidente pro tempore                             | Foto | País      | Início do mandato      | Fim do mandato         |
| -------------------------------------------------- | --- | --------- | ---------------------- | ---------------------- |
| Michelle Bachelet Verónica Michelle Bachelet Jeria | | Chile     | 23 de Maio de 2008     | 10 de Agosto de 2009   |
| Michelle Bachelet Verónica Michelle Bachelet Jeria | Presidente do Chile                                                                                                 |           |                        |                        |
| Rafael Correa Rafael Vicente Correa Delgado        | | Equador   | 10 de Agosto de 2009   | 26 de Novembro de 2010 |
| Rafael Correa Rafael Vicente Correa Delgado        | Presidente do Equador                                                                                               |           |                        |                        |
| Bharrat Jagdeo                                     | | Guiana    | 26 de Novembro de 2010 | 29 de Outubro de 2011  |
| Bharrat Jagdeo                                     | Presidente da Guiana.                                                                                               |           |                        |                        |
| Fernando Lugo Fernando Armindo Lugo Méndez         | | Paraguai  | 29 de Outubro de 2011  | 22 de Junho de 2012    |
| Fernando Lugo Fernando Armindo Lugo Méndez         | Presidente do Paraguai. Lugo renunciou após sofrer um impeachment como Presidente do Paraguai.                      |           |                        |                        |
| Ollanta Humala Ollanta Moisés Humala Tasso         | | Peru      | 29 de Junho de 2012    | 30 de Agosto de 2013   |
| Ollanta Humala Ollanta Moisés Humala Tasso         | Presidente do Peru                                                                                                  |           |                        |                        |
| Dési Bouterse Desiré Delano Bouterse               | | Suriname  | 30 de Agosto de 2013   | 4 de Dezembro de 2014  |
| Dési Bouterse Desiré Delano Bouterse               | Presidente do Suriname                                                                                              |           |                        |                        |
| José Mujica José Alberto "Pepe" Mujica Cordano     | | Uruguai   | 4 de Dezembro de 2014  | 1 de Março de 2015     |
| José Mujica José Alberto "Pepe" Mujica Cordano     | Presidente do Uruguai. Deixou o cargo quando terminou seu mandato de Presidente do Uruguai, em 1º de Março de 2015. |           |                        |                        |
| Tabaré Vázquez Tabaré Ramón Vázquez Rosas          | | Uruguai   | 1 de Março de 2015     | 17 de Abril de 2016    |
| Tabaré Vázquez Tabaré Ramón Vázquez Rosas          | Presidente do Uruguai                                                                                               |           |                        |                        |
| Nicolás Maduro                                     | | Venezuela | 17 de Abril de 2016    | 17 de Abril de 2017    |
| Nicolás Maduro                                     | Presidente da Venezuela                                                                                             |           |                        |                        |
| Mauricio Macri                                     | | Argentina | 17 de Abril de 2017    | 17 de Abril de 2018    |
| Mauricio Macri                                     | Presidente da Argentina                                                                                             |           |                        |                        |
| Evo Morales                                        | | Bolívia   | 17 de Abril de 2018    | 16 de Abril de 2019    |
| Evo Morales                                        | Presidente da Bolívia                                                                                               |           |                        |                        |
| Jair Bolsonaro                                     | | Brasil    | 16 de Abril de 2019    | 16 de Abril de 2019    |
| Jair Bolsonaro                                     | Presidente do Brasil                                                                                                |           |                        |                        |